# Labcabincalifornia
Albums de The Pharcyde
Bizarre Ride II the Pharcyde
(1992) Plain Rap
(2000)
Singles
1. Drop
Sortie : 10 août 1995
2. Runnin'
Sortie : 1995
3. She Said
Sortie : 1996

Labcabincalifornia est le deuxième album studio de The Pharcyde, sorti le 14 novembre 1995.
L'album s'est classé 17e au Top R&B/Hip-Hop Albums et 37e au Billboard 200.
Le clip du single Drop est réalisé par Spike Jonze. Il s'agit d'un modèle du genre, de par la synchronisation entre la bande sonore et les images montées à l'envers. Le sample utilisé dans le morceau (The New Style des Beastie Boys) est d'ailleurs joué à l'envers.

## Liste des titres
| No  | Titre                                                                                  | Contient un (des) sample(s) de | Durée |
| --- | -------------------------------------------------------------------------------------- | --- | ----- |
| 1.  | Bullshit (Produit par Jay Dee)                                                         | Sing Me Softly of the Blues de Gary Burton Get Up, Stand Up de Bob Marley and The Wailers What's Going on (Live) de Les McCann                                                             | 4:12  |
| 2.  | Pharcyde (Produit par Bootie Brown)                                                    | Morning Mist de Cal Tjader Stoop Rap (Extrait de la bande originale du film Wild Style) | 4:20  |
| 3.  | Groupie Therapy (Produit par Diamond D)                                                | Inside My Love de Minnie Riperton The Bilbao Song de Cal Tjader Inside Out de Queen Latifah Lyrics to Go de A Tribe Called Quest Get Off My Dick and Tell Yo Bitch to Come Here d'Ice Cube | 5:12  |
| 4.  | Runnin' (Produit par Jay Dee)                                                          | Saudade Vem Correndo de Stan Getz et Luiz Bonfá Flying Easy de Woody Herman Rock Box de Run–DMC                                                                                            | 4:56  |
| 5.  | She Said (Produit par Jay Dee)                                                         | Down by the River de Buddy Miles Passin' Me By de The Pharcyde Walk Tall/Mercy Mercy Mercy de Cannonball Adderley                                                                          | 5:15  |
| 6.  | Splattitorium (Produit par Jay Dee)                                                    | Fly Me to the Moon du Vince Guaraldi Trio | 2:58  |
| 7.  | Somethin' That Means Somethin' (Produit par Jay Dee)                                   | Red Clay Live de Freddie Hubbard | 3:31  |
| 8.  | All Live                                                                               | | 0:51  |
| 9.  | Drop (Produit par Jay Dee)                                                             | The New Style des Beastie Boys | 5:35  |
| 10. | Hey You (Produit par Slimkid3)                                                         | Hey You! Get Off My Mountain des Dramatics In the Evening de Yusef Lateef | 3:54  |
| 11. | Y? (Produit par Bootie Brown et Jay Dee)                                               | Why Is That? des Boogie Down Productions | 5:04  |
| 12. | It's All Good!                                                                         | | 0:41  |
| 13. | Moment in Time (Produit par M-Walk et Slimkid3)                                        | Keep My Heart Together de Mass Production | 2:44  |
| 14. | The Hustle (featuring Big Boy, Randy Mack et Schmooche Cat – Produit par Bootie Brown) | You Send Me de Roy Ayers et Carla Vaughn (I'm A) Fool for You de Freddy Robinson | 5:34  |
| 15. | Little D                                                                               | | 1:31  |
| 16. | Devil Music (Produit par Fatlip)                                                       | Da Mystery of Chessboxin' du Wu-Tang Clan | 4:12  |
| 17. | The E.N.D. (Produit par M-Walk)                                                        | Sunny d'Earl Grant Life's a Bitch de Nas featuring AZ et Olu Dara | 4:41  |

| 18. | Emerald Butterfly (Produit par L.A. Jay) | 4:36 |
| 19. | Just Don't Matter (Produit par Slimkid3) | 5:58 |